# Dingjunshan
Dingjunshan byl čínský němý film z roku 1905. Režisérem byl Ren Jingfeng (1850–1932). Film je považován za nejstarší čínský film.
Jediná kopie filmu byla zničena při požáru na konci 40. let 20. století.

## Děj
Film se skládal ze tří scén natočených v Pekingské opeře během představení „Bitva o horu Dingjun“.

## Obsazení
| Tan Xinpei | pán |